# Schnellfahrstrecke Qingdao–Taiyuan
| |                      |                                                                 |                                                                 |
| Spurweite: | 1435 mm (Normalspur) |                                                                 |                                                                 |
| Stromsystem: | 25.000 V / 50 Hz ~   |                                                                 |                                                                 |
| Streckengeschwindigkeit: | 250 km/h             |                                                                 |                                                                 |
| Zweigleisigkeit: | durchgehend          |                                                                 |                                                                 |
| |                      |                                                                 |                                                                 |
| \| \| 0.0 \| Qingdao \| Qingdao \| \| \| 15.4 \| Qingdao Nord seit Januar 2014 \| Qingdao Nord seit Januar 2014 \| \| \| \| rechts: 2. Schnellfahrstrecke \| \| \| \| 31.0 \| Chengyang seit 2015 in Umbau \| Chengyang seit 2015 in Umbau \| \| \| \| Schnellfahrstrecke nach Rongcheng \| \| \| \| \| Hongdao im Bau seit 2016[veraltet] \| \| \| \| \| Schnellfahrstrecke nach Yancheng \| \| \| \| \| \| \| \| \| \| Schantung-Bahn \| \| \| \| \| Qingdao Airport \| \| \| \| \| \| \| \| \| 63.0 \| Jiaozhou Nord seit Januar 2011 \| Jiaozhou Nord seit Januar 2011 \| \| \| \| links: 2. Schnellfahrstrecke \| \| \| \| \| Gaomi Nord Schantung-Bahn \| \| \| \| 88.8 \| Gaomi von Rongcheng \| Gaomi von Rongcheng \| \| \| \| Weifang Nord \| \| \| \| 161.4 \| Weifang nach Tianjin \| Weifang nach Tianjin \| \| \| 185.0 \| Changle \| Changle \| \| \| \| Qingzhou Nord \| \| \| \| 216.0 \| Qingzhou Süd \| Qingzhou Süd \| \| \| \| Linzi Nord \| \| \| \| 234.2 \| Linzi 2007 eingestellt \| Linzi 2007 eingestellt \| \| \| \| Zibo Nord \| \| \| \| 275.2 \| Zibo \| Zibo \| \| \| \| Zouping \| \| \| \| 271.6 \| Zibo West früher Zhoucun Ost \| Zibo West früher Zhoucun Ost \| \| \| \| Qingyang-Tunnel (10.140 m) \| \| \| \| \| Zhangqiu Nord \| \| \| \| 314.2 \| Zhangqiu seit Juni 2009 \| Zhangqiu seit Juni 2009 \| \| \| \| Abzweigstelle Wulitang, seit 2018 \| \| \| \| \| Jinan Ost \| \| \| \| \| Huangtai-Link \| \| \| \| \| Gelber Fluss \| \| \| \| 358.2 \| Daminghu \| Daminghu \| \| \| \| Luokou-Brücke (1255 m) \| \| \| \| 361.7 \| Jinan \| Jinan \| \| \| \| Schnellfahrstrecke Peking–Shanghai \| \| \| \| \| Bahnstrecke Peking–Shanghai \| \| \| \| \| Schnellfahrstrecke Zhengzhou–Jinan \| \| \| \| \| Jinan West Rbf \| \| \| \| 382 \| Jinan West \| Jinan West \| \| \| \| \| \| \| \| \| Gelber Fluss \| \| \| \| \| rechts Strecke Jinan–Shijiazhuang \| \| \| \| \| Yucheng Süd \| \| \| \| \| nach Handan \| \| \| \| 403 \| Qihe seit 2019 \| Qihe seit 2019 \| \| \| 432 \| Yucheng Ost / Yucheng \| Yucheng Ost / Yucheng \| \| \| 451 \| Pingyuan Ost / Pingyuan \| Pingyuan Ost / Pingyuan \| \| \| 475 \| Dezhou Ost / Dezhou \| Dezhou Ost / Dezhou \| \| \| \| Schnellfahrstrecke Peking–Shanghai \| \| \| \| \| Bahnstrecke Peking–Shanghai \| \| \| \| 519 \| Jingzhou Strecke Peking–Kowloon \| Jingzhou Strecke Peking–Kowloon \| \| \| 563 \| Hengshui Nord / Hengshui \| Hengshui Nord / Hengshui \| \| \| \| Strecke Peking–Kowloon \| \| \| \| \| \| \| \| \| 606 \| Xinji / Xinji Süd \| Xinji / Xinji Süd \| \| \| 639 \| Gaocheng / Gaocheng Süd \| Gaocheng / Gaocheng Süd \| \| \| \| \| \| \| \| \| \| \| \| \| \| Schnellfahrstrecke Peking–Guangzhou \| \| \| \| \| Bahnstrecke Peking–Guangzhou \| \| \| \| \| \| \| \| \| 661 \| Shijiazhuang Ost \| Shijiazhuang Ost \| \| \| \| \| \| \| \| \| \| \| \| \| \| \| \| \| \| \| \| \| \| \| \| Shijiazhuang Nord \| \| \| \| 679 \| Shijiazhuang \| Shijiazhuang \| \| \| \| \| \| \| \| \| \| \| \| \| \| Strecke Peking–Guangzhou \| \| \| \| \| Schnellfahrstrecke Peking–Guangzhou \| \| \| \| \| \| \| \| \| \| \| \| \| \| \| rechts Strecke Shijiazhuang–Taiyuan \| \| \| \| \| \| \| \| \| \| Jingxing Nord / Jingxing \| \| \| \| \| Nam-Liong-Tunnel (11.526 m) \| \| \| \| \| Taihangshan-Tunnel (27.839 m) \| \| \| \| \| nach Dazhai \| \| \| \| 782 \| Yangquan Nord / Yangquan \| Yangquan Nord / Yangquan \| \| \| \| \| \| \| \| \| Donglingjing \| \| \| \| \| \| \| \| \| \| Schnellfahrstrecke Datong–Xi’an Bahnstrecke Datong–Puzhou \| \| \| \| \| \| \| \| \| 877 \| Taiyuan \| Taiyuan \| \| \| \| Jinyuan / Taiyuan Süd \| \| \| \| \| nach Puzhou \| \| \| \| \| \| \| \| \| \| Schnellfahrstrecke nach Zhengzhou Schnellfahrstrecke nach Xi’an \| \| |                      |                                                                 |                                                                 |
| Kopfbahnhof Streckenanfang | 0.0                  | Qingdao                                                         | Qingdao                                                         |
| Bahnhof | 15.4                 | Qingdao Nord seit Januar 2014                                   | Qingdao Nord seit Januar 2014                                   |
| Abzweig geradeaus und nach links · Strecke von rechts |                      | rechts: 2. Schnellfahrstrecke                                   | rechts: 2. Schnellfahrstrecke                                   |
| ehemaliger Bahnhof · Strecke | 31.0                 | Chengyang seit 2015 in Umbau                                    | Chengyang seit 2015 in Umbau                                    |
| Abzweig geradeaus und nach rechts · Strecke |                      | Schnellfahrstrecke nach Rongcheng                               | Schnellfahrstrecke nach Rongcheng                               |
| Strecke · ehemaliger Bahnhof |                      | Hongdao im Bau seit 2016[veraltet]                              | Hongdao im Bau seit 2016[veraltet]                              |
| Strecke · Abzweig geradeaus, nach links und von links |                      | Schnellfahrstrecke nach Yancheng                                | Schnellfahrstrecke nach Yancheng                                |
| Strecke · Tunnelanfang |                      |                                                                 |                                                                 |
| Abzweig geradeaus und nach links · Kreuzung mit oberirdischer Strecke (im Tunnel) · Strecke von rechts |                      | Schantung-Bahn                                                  | Schantung-Bahn                                                  |
| Strecke · Bahnhof (im Tunnel) |                      | Qingdao Airport                                                 | Qingdao Airport                                                 |
| Abzweig geradeaus und von links · Strecke nach rechts (im Tunnel) |                      |                                                                 |                                                                 |
| Bahnhof | 63.0                 | Jiaozhou Nord seit Januar 2011                                  | Jiaozhou Nord seit Januar 2011                                  |
| Strecke von links · Abzweig geradeaus und nach rechts |                      | links: 2. Schnellfahrstrecke                                    | links: 2. Schnellfahrstrecke                                    |
| Bahnhof · Strecke quer · Strecke nach rechts |                      | Gaomi Nord Schantung-Bahn                                       | Gaomi Nord Schantung-Bahn                                       |
| Abzweig geradeaus und von rechts · Bahnhof | 88.8                 | Gaomi von Rongcheng                                             | Gaomi von Rongcheng                                             |
| Bahnhof · Strecke |                      | Weifang Nord                                                    | Weifang Nord                                                    |
| Abzweig geradeaus und ehemals nach rechts · Bahnhof | 161.4                | Weifang nach Tianjin                                            | Weifang nach Tianjin                                            |
| Strecke · Bahnhof | 185.0                | Changle                                                         | Changle                                                         |
| Bahnhof · Strecke |                      | Qingzhou Nord                                                   | Qingzhou Nord                                                   |
| Strecke · Bahnhof | 216.0                | Qingzhou Süd                                                    | Qingzhou Süd                                                    |
| Bahnhof · Strecke |                      | Linzi Nord                                                      | Linzi Nord                                                      |
| Strecke · Bahnhof | 234.2                | Linzi 2007 eingestellt                                          | Linzi 2007 eingestellt                                          |
| Bahnhof · Strecke |                      | Zibo Nord                                                       | Zibo Nord                                                       |
| Strecke · Bahnhof | 275.2                | Zibo                                                            | Zibo                                                            |
| Bahnhof |                      | Zouping                                                         | Zouping                                                         |
| Tunnelanfang · Strecke | 271.6                | Zibo West früher Zhoucun Ost                                    | Zibo West früher Zhoucun Ost                                    |
| Tunnelende |                      | Qingyang-Tunnel (10.140 m)                                      | Qingyang-Tunnel (10.140 m)                                      |
| Bahnhof · Strecke |                      | Zhangqiu Nord                                                   | Zhangqiu Nord                                                   |
| Strecke · Bahnhof | 314.2                | Zhangqiu seit Juni 2009                                         | Zhangqiu seit Juni 2009                                         |
| Abzweig geradeaus und von links · Abzweig geradeaus und nach rechts |                      | Abzweigstelle Wulitang, seit 2018                               | Abzweigstelle Wulitang, seit 2018                               |
| Bahnhof · Strecke nach links · Strecke von rechts |                      | Jinan Ost                                                       | Jinan Ost                                                       |
| Strecke von links · Abzweig nach rechts und ehemals nach links · Strecke quer (außer Betrieb) · Abzweig geradeaus, von rechts und Tunnelende |                      | Huangtai-Link                                                   | Huangtai-Link                                                   |
| Brücke über Wasserlauf · Strecke |                      | Gelber Fluss                                                    | Gelber Fluss                                                    |
| Strecke · Bahnhof | 358.2                | Daminghu                                                        | Daminghu                                                        |
| Abzweig quer und von links · Abzweig geradeaus, nach rechts und von rechts |                      | Luokou-Brücke (1255 m)                                          | Luokou-Brücke (1255 m)                                          |
| Strecke · Strecke · Bahnhof | 361.7                | Jinan                                                           | Jinan                                                           |
| Strecke · Strecke · Strecke geradeaus, nach links und von links · Abzweig quer und von links · Strecke quer |                      | Schnellfahrstrecke Peking–Shanghai                              | Schnellfahrstrecke Peking–Shanghai                              |
| Strecke · Strecke · Abzweig geradeaus, nach links und von links · Kreuzung geradeaus oben · Strecke quer |                      | Bahnstrecke Peking–Shanghai                                     | Bahnstrecke Peking–Shanghai                                     |
| Strecke · Strecke nach links · Kreuzung geradeaus oben · Abzweig ehemals quer, von rechts und ehemals von links |                      | Schnellfahrstrecke Zhengzhou–Jinan                              | Schnellfahrstrecke Zhengzhou–Jinan                              |
| Strecke · Dienststation / Betriebs- oder Güterbahnhof |                      | Jinan West Rbf                                                  | Jinan West Rbf                                                  |
| Strecke · Bahnhof · Strecke | 382                  | Jinan West                                                      | Jinan West                                                      |
| Strecke · Kreuzung geradeaus oben · Strecke quer · Abzweig geradeaus, nach rechts und von rechts |                      |                                                                 |                                                                 |
| Strecke · Brücke über Wasserlauf · Brücke über Wasserlauf |                      | Gelber Fluss                                                    | Gelber Fluss                                                    |
| Strecke nach links · Kreuzung geradeaus oben · Abzweig geradeaus, nach rechts und von rechts |                      | rechts Strecke Jinan–Shijiazhuang                               | rechts Strecke Jinan–Shijiazhuang                               |
| Strecke nach links · Strecke quer · Strecke quer · Abzweig geradeaus, nach rechts und von rechts · Dienststation / Betriebs- oder Güterbahnhof |                      | Yucheng Süd                                                     | Yucheng Süd                                                     |
| Strecke von links · Strecke nach rechts · Abzweig geradeaus und nach links |                      | nach Handan                                                     | nach Handan                                                     |
| Bahnhof · Strecke von links · Strecke quer · Strecke nach rechts | 403                  | Qihe seit 2019                                                  | Qihe seit 2019                                                  |
| Bahnhof · Haltepunkt / Haltestelle | 432                  | Yucheng Ost / Yucheng                                           | Yucheng Ost / Yucheng                                           |
| Bahnhof · Haltepunkt / Haltestelle | 451                  | Pingyuan Ost / Pingyuan                                         | Pingyuan Ost / Pingyuan                                         |
| Bahnhof · Bahnhof | 475                  | Dezhou Ost / Dezhou                                             | Dezhou Ost / Dezhou                                             |
| Strecke quer · Strecke nach rechts · Strecke |                      | Schnellfahrstrecke Peking–Shanghai                              | Schnellfahrstrecke Peking–Shanghai                              |
| Strecke quer · Kreuzung geradeaus oben · Abzweig geradeaus, nach rechts und von rechts |                      | Bahnstrecke Peking–Shanghai                                     | Bahnstrecke Peking–Shanghai                                     |
| Bahnhof · Abzweig geradeaus und von links | 519                  | Jingzhou Strecke Peking–Kowloon                                 | Jingzhou Strecke Peking–Kowloon                                 |
| Bahnhof · Bahnhof | 563                  | Hengshui Nord / Hengshui                                        | Hengshui Nord / Hengshui                                        |
| Strecke quer · Kreuzung geradeaus oben · Abzweig geradeaus, nach rechts und von rechts |                      | Strecke Peking–Kowloon                                          | Strecke Peking–Kowloon                                          |
| Strecke von links · Kreuzung geradeaus oben · Strecke nach rechts |                      |                                                                 |                                                                 |
| Bahnhof · Bahnhof | 606                  | Xinji / Xinji Süd                                               | Xinji / Xinji Süd                                               |
| Bahnhof · Bahnhof | 639                  | Gaocheng / Gaocheng Süd                                         | Gaocheng / Gaocheng Süd                                         |
| Strecke |                      |                                                                 |                                                                 |
| Strecke nach links · Strecke von rechts |                      |                                                                 |                                                                 |
| Strecke quer · Strecke quer · Strecke von rechts · Strecke |                      | Schnellfahrstrecke Peking–Guangzhou                             | Schnellfahrstrecke Peking–Guangzhou                             |
| Abzweig quer und von rechts · Strecke quer · Strecke von rechts · Strecke |                      | Bahnstrecke Peking–Guangzhou                                    | Bahnstrecke Peking–Guangzhou                                    |
| Strecke · Überleitstelle / Spurwechsel links · Überleitstelle / Spurwechsel links |                      |                                                                 |                                                                 |
| Strecke · Strecke von links · Strecke nach rechts und nach rechts · Strecke | 661                  | Shijiazhuang Ost                                                | Shijiazhuang Ost                                                |
| Strecke · Strecke · Tunnelanfang · Strecke |                      |                                                                 |                                                                 |
| Strecke · Abzweig geradeaus und von links · Kreuzung mit oberirdischer Strecke (im Tunnel) · Strecke nach rechts |                      |                                                                 |                                                                 |
| Strecke · Strecke · Strecke nach links (im Tunnel) · Strecke von rechts |                      |                                                                 |                                                                 |
| Strecke · Abzweig geradeaus und ehemals von links · Strecke von rechts (außer Betrieb) · Tunnelende |                      |                                                                 |                                                                 |
| Strecke · Bahnhof · Strecke nach links (außer Betrieb) · Abzweig geradeaus und von rechts |                      | Shijiazhuang Nord                                               | Shijiazhuang Nord                                               |
| Strecke · Strecke · Bahnhof | 679                  | Shijiazhuang                                                    | Shijiazhuang                                                    |
| Strecke nach links · Kreuzung geradeaus unten, links und rechts · Strecke von rechts · Abzweig geradeaus und nach links · Strecke von rechts |                      |                                                                 |                                                                 |
| Strecke · Abzweig geradeaus und nach links · Kreuzung Anfang Hochstrecke · Strecke von rechts |                      |                                                                 |                                                                 |
| Strecke · Abzweig geradeaus und von links · Kreuzung Ende Hochstrecke · Abzweig quer und nach links |                      | Strecke Peking–Guangzhou                                        | Strecke Peking–Guangzhou                                        |
| Strecke Ende Hochstrecke · Strecke nach links · Strecke quer |                      | Schnellfahrstrecke Peking–Guangzhou                             | Schnellfahrstrecke Peking–Guangzhou                             |
| Strecke nach links · Abzweig geradeaus und nach rechts |                      |                                                                 |                                                                 |
| Tunnel |                      |                                                                 |                                                                 |
| Strecke nach links · Kreuzung geradeaus oben · Strecke von rechts |                      | rechts Strecke Shijiazhuang–Taiyuan                             | rechts Strecke Shijiazhuang–Taiyuan                             |
| Tunnel |                      |                                                                 |                                                                 |
| Dienststation / Betriebs- oder Güterbahnhof · Bahnhof |                      | Jingxing Nord / Jingxing                                        | Jingxing Nord / Jingxing                                        |
| Tunnel |                      | Nam-Liong-Tunnel (11.526 m)                                     | Nam-Liong-Tunnel (11.526 m)                                     |
| Tunnel |                      | Taihangshan-Tunnel (27.839 m)                                   | Taihangshan-Tunnel (27.839 m)                                   |
| Abzweig geradeaus und von links · Kreuzung geradeaus unten, links und rechts · Strecke quer |                      | nach Dazhai                                                     | nach Dazhai                                                     |
| Bahnhof · Bahnhof | 782                  | Yangquan Nord / Yangquan                                        | Yangquan Nord / Yangquan                                        |
| |                      |                                                                 |                                                                 |
| Dienststation / Betriebs- oder Güterbahnhof |                      | Donglingjing                                                    | Donglingjing                                                    |
| |                      |                                                                 |                                                                 |
| Strecke quer · Strecke von rechts |                      | Schnellfahrstrecke Datong–Xi’an Bahnstrecke Datong–Puzhou       | Schnellfahrstrecke Datong–Xi’an Bahnstrecke Datong–Puzhou       |
| |                      |                                                                 |                                                                 |
| Bahnhof · Bahnhof | 877                  | Taiyuan                                                         | Taiyuan                                                         |
| Bahnhof · Bahnhof |                      | Jinyuan / Taiyuan Süd                                           | Jinyuan / Taiyuan Süd                                           |
| Strecke · Strecke nach links · Abzweig quer und nach rechts |                      | nach Puzhou                                                     | nach Puzhou                                                     |
| |                      |                                                                 |                                                                 |
| Strecke nach links · Strecke quer · Strecke quer |                      | Schnellfahrstrecke nach Zhengzhou Schnellfahrstrecke nach Xi’an | Schnellfahrstrecke nach Zhengzhou Schnellfahrstrecke nach Xi’an |

Die Schnellfahrstrecke Qingdao–Taiyuan, chinesisch 青太高速鐵路, Pinyin Qīng Tài Gāosù Tiělù, englisch Tsingtao high-speed rail – „Tsingtao-Schnellfahrstrecke“, auch Qingtai PDL (青太客運專線) ist eine Schnellfahrstrecke zwischen der ostchinesischen Hafenstadt Qingdao und Taiyuan im Landesinnern, die aus drei Abschnitten besteht: Qingdao–Jinan, Jinan–Shijiazhuang und Shijiazhuang–Taiyuan. Eine Verlängerung in Richtung Westen bis Yinchuan ist vorgesehen. Die Strecke ist Teil des Qingdao–Yinchuan-Korridors, der im Entwicklungsplan des Netzes der Schnellfahrstrecken von 2016 als eine der nördlicheren West-Ost-Verbindungen vorgesehen ist.

## Qingdao–Jinan
Der Abschnitt Qingdao–Weifang–Jinan wurde ursprünglich von der Jiaozhou Bay–Jinan-Reisezugstrecke gebildet, im Englischen auch als Jiaoji PDL bezeichnet, wobei Jiao als Abkürzung für Jiaozhou Bay steht, an der sich Qingdao befindet. Ji steht für Jinan und PDL für Passanger Dedicated Line ‚für Reisezüge bestimmte Strecke‘. Die Jiaoji PDL wurde als zweigleisige für 250 km/h trassierte Strecke erstellt. Sie verläuft mehrheitlich parallel zur bestehenden Schantung-Bahn außer an Stellen, wo diese Enge Kurvenradien aufweist. Qingzhou wird nördlich umfahren. Die Strecke wurde im Dezember 2008 eröffnet.
Ab 2015 wurde die Zweite Schnellfahrstrecke Qingdao–Jinan gebaut, die etwa zehn Kilometer nördlich der beiden bestehenden Strecken verläuft und für 350 km/h trassiert ist. Sie ging im Dezember 2018 in Betrieb und bedient auch den Flughafen. Der seit 2016 im Bau befindliche Bahnhof Hongdao liegt direkt an der Jiaozhou Bay. Er geht vorläufig nicht in Betrieb, weil die Autobahn Qingdao–Lanzhou zu nahem am Bahnhof vorbeiführt, sodass diese verlegt werden muss, bevor der Bahnhof in Betrieb genommen werden kann. Die zweite Schnellfahrstrecke führt zwischen Zouping und Zhangqiu Nord durch den 10,1 km langen Qingyang-Tunnel, den längsten Tunnel in der Provinz Shandong.
Der Bahnhof Chengyang in Qingdao wurde 2015 geschlossen, damit Anpassungen an die Schnellfahrstrecke Qingdao–Rongcheng vorgenommen werden konnten. Dazu wurde das Empfangsgebäude neu gebaut. Obwohl der Bau im Sommer 2020 abgeschlossen wurde, hielten 2021 noch keine Reisezüge am Bahnhof.
Im Juli 2007 wurde der Personenverkehr am Bahnhof Linzi im Zusammenhang mit der bevorstehenden Eröffnung der Schnellfahrstrecke eingestellt. Die Gleise der Schnellfahrstrecke liegen zwischen den Gleisen der Schantung-Bahn und dem Empfangsgebäude, sodass für den Betrieb zusammen mit der Schnellfahrstrecke umfangreiche Anpassungen notwendig sind. Im Sommer 2021 wurde beschlossen, den Bahnhof umzubauen und wieder in Betrieb zu nehmen.
Der 2009 fertiggestellte Bahnhof Zhoucun Ost wurde nicht in Betrieb genommen, weil dazu kein Bedarf bestand. Ende 2020 wurde beschlossen, den zur Bauruine verkommenen Bahnhof zu renovieren und als Zibo West in Betrieb zu nehmen. Dabei ist vorgesehen, ein neues Empfangsgebäude zu bauen.
In Jinan bedienen die Schnellfahrstrecken drei Bahnhöfe: Jinan Ost, der mit der Eröffnung der zweiten Schnellfahrstrecke in Betrieb ging, Jinan und Jinan West. Züge, die von Quindao über die zweite Schnellfahrstrecke in Richtung Peking verkehren, bedienen nur Jinan Ost und Dezhou Ost, wo sie auf die Schnellfahrstrecke Shanghai–Peking übergehen. Der im Bau befindliche Huangtai-Link wird in Zukunft die Züge der neuen Schnellfahrstrecke direkt nach Jinan einführen. Bis dahin müssen sie den Umweg über Jinan West machen.

## Jinan–Shijiazhuang
Der Abschnitt Shijiazhuang–Jinan wird als Shiji PDL bezeichnet. Die 323,1 km lange Strecke mit 11 Bahnhöfen verbindet Shijiazhuang, die Hauptstadt der Provinz Hebei mit Jinan, der Hauptstadt der Provinz Shandong. Sie bildet damit auch eine Querverbindung zwischen den Schnellfahrstrecken Peking–Hongkong und Peking–Shanghai. Ihr Bau begann im März 2014, der Betrieb wurde im Dezember 2017 aufgenommen, wobei die Züge eine Maximalgeschwindigkeit von 250 km/h erreichen. Mehr als 80 % der Strecke verläuft auf Brücken aus Fertigteilen.

## Shijiazhuang–Taiyuan
Der Abschnitt Shijiazhuang–Taiyuan, auch Shitai PDL genannt, ist eine 212 Kilometer lange Schnellfahrstrecke, die am 1. April 2009 eröffnet wurde. Sie verbindet Taiyuan, die Hauptstadt der Provinz Shanxi mit Jinan. Die Strecke führt durch das Taihang-Gebirge, sodass fast 60 % der Strecke in Tunnel verläuft. Das Hauptbauwerk ist der 27.839 m lange Taihangshan-Tunnel, der zu den längsten Eisenbahntunnel Chinas zählt. Der einzige bediente Unterwegsbahnhof ist Yangquan Nord, der auch von der Strecke aus Yangquan bedient wird. Der Bahnhof ist mit einer Wendeschleife versehen.